# Shahana Goswami
Pour les articles homonymes, voir Goswami.
Shahana Goswami, née le 6 mai 1986 à New Delhi, est une actrice du cinéma indien et de la télévision. Lauréate de plusieurs récompenses, elle remporte en 2009, le Filmfare Critic's Award de la meilleure actrice.

## Biographie
Shahana Goswami naît à New Delhi en 1986. Elle fréquente le Sardar Patel Vidyalaya, à Delhi, puis le Sophia College, à Mumbai.
Elle est la capitaine de la maison et championne sportive de son école. Elle obtient la deuxième place à la compétition nationale d'escalade de murs artificiels et représente son école en athlétisme, badminton, basket-ball et volley-ball au niveau zonal.
Elle s'est également entraînée à l'Odissi pendant 10 ans sous la direction du gourou Padmashri Kiran Segal ; elle a voyagé et donné de nombreux spectacles avec sa troupe de danse,,,.

## Filmographie

### Cinéma
| Année | Film                        | Rôle               | Langue  | Notes |
| ----- | --------------------------- | ------------------ | ------- | ----- |
| 2006  | Yun Hota To Kya Hota (en)   | Payal              | Hindi   |       |
| 2007  | Honeymoon Travels Pvt. Ltd. | Gina               | Hindi   |       |
| 2008  | Rock On!!                   | Debbie Mascarenhas | Hindi   |       |
| 2008  | Ru Ba Ru (en)               | Tara               | Hindi   |       |
| 2009  | Firaaq                      | Munira             | Hindi   |       |
| 2009  | Jashnn (en)                 | Nisha              | Hindi   |       |
| 2010  | Mirch                       | Ruchi              | Hindi   |       |
| 2010  | Break Ke Baad (en)          | Nadia              | Hindi   |       |
| 2010  | Tera Kya Hoga Johnny (en)   | Divya              | Hindi   |       |
| 2011  | Game                        | Tisha Khanna       | Hindi   |       |
| 2011  | Voltage                     | Jenny Nayar        | Hindi   |       |
| 2012  | Midnight's Children         | Amina              | Anglais |       |
| 2012  | Heroine                     | Promita Roy        | Hindi   |       |
| 2013  | Vara: A Blessing (en)       | Lila               | Anglais |       |
| 2016  | Rock On II (en)             | Debbie Mascarenhas | Hindi   |       |
| 2016  | Force of Destiny (en)       | Maya               | Anglais |       |
| 2016  | Under Construction (en)     | Roya               | Bengali |       |
| 2016  | Tu Hai Mera Sunday (en)     | Kavya              | Hindi   |       |
| 2018  | Gali Guliyan (en)           | Saira              | Hindi   |       |
| 2019  | Made in Bangladesh          | Nasima             | Bangla  |       |
| 2024  | Santosh                     | Santosh            | Hindi   |       |

### Télévision
| Année | Titre                | Rôle                      | Notes             |
| ----- | -------------------- | ------------------------- | ----------------- |
| 2020  | A Suitable Boy (en), | Meenakshi Chatterji Mehra | BBC One & Netflix |
| 2021  | Bombay Begums (en),  | Fatima Warsi              | Netflix           |